# مايك فوينتيس (لاعب كرة قاعدة)
مايك فوينتيس (بالإنجليزية: Mike Fuentes) هو لاعب كرة قاعدة أمريكي، ولد في 11 يوليو 1958 في ميامي في الولايات المتحدة.

## وصلات خارجية
- مايك فوينتيس على موقعبيزبول رفرنس.كوم (الدوري الرئيسي) (الإنجليزية)
- مايك فوينتيس على موقعبيزبول رفرنس.كوم (الدوري الثانوي) (الإنجليزية)